# Winx Club: Il Film - Il Segreto del Regno Perduto
Winx Club - Il Segreto del Regno Perduto é um filme de animação 3D italiano baseado na animação criada pela Rainbow S.p.A, Winx Club, conhecida em Portugal como Clube Winx, e no Brasil como O Clube das Winx. O filme foi lançado no dia 30 de novembro de 2007 na Itália.
Em Portugal foi lançado no dia 13 de março de 2008 nos cinemas e no pequeno ecrã, o filme também estreou no dia 25 de dezembro de 2012 no Canal Panda
No Brasil o filme estreou no dia 13 de junho de 2012 pela Nickelodeon Brasil  e estreou em 31 de julho de 2015 na TV Cultura.

## Sinopse
O filme é sobre Bloom, a única sobrevivente do reino Dominó, que deseja encontrar os seus país. Bloom e suas amigas vão em uma busca de Oritel e Marion, os país verdadeiros de Bloom, enquanto tentam descobrir o Segredo do Reino Perdido de Dominó, que pode mudar a vida de Bloom para sempre. As meninas procuram Hagen, um ferreiro que forjou a espada do Rei Oritel, o pai de Bloom. Uma espada que é dita ser inseparável de seu proprietário. Hagen é incapaz de ajudar a Bloom, e, desanimada, ela retorna à Terra, onde é visitada em um sonho por sua irmã, Daphne. Ela incentiva Bloom a continuar em busca de seus pais e dá a Bloom sua máscara, o que permite que Bloom veja como era Domino antes de sua destruição.
Quando viajando para a Dimensão Obsidian, Bloom descobre, depois de enfrentar uma feiticeira do mal chamada Mandragora, que Mariam foi absorvida para dentro da espada de Oritel, e que apenas um rei pode liberar-la e recuperar todo o reino de Domino. Depois de grandes descobrimentos feitos por Bloom, pelas Winx, e pelos especialistas, e depois de derrotar as três bruxas ancestrais, Sky - que é agora o novo rei da Eraklyon, depois que seu pai o dá o trono - consegue liberar a espada de Oritel, liberando Mariam, Oritel e todos os habitantes de Domino. O reino de Dominó então renasce, e Bloom finalmente reencontra seus pais biológicos. Durante uma festa para comemorar esta vitória, Sky propõe Bloom em casamento e ela aceita imediatamente.
No final do filme, é revelado que ao destruírem a dimensão Obsidian, as Winx inconscientemente libertaram as três bruxas ancestrais. Elas, então, são mostradas com as suas descendentes, as Trix - Icy, Darcy e Stormy.
<--Listas de SUPOSTOS dubladores/dobradores removida por não apresentar fontes -->

## Dobragem em Portugal
- Bloom - Patrícia Bull
- Stella - Ana Guiomar
- Flora - Ana Maria Velez
- Musa - Diana Monteiro
- Tecna - Helga Posser
- Layla - Kiara Timas
- Palladium - Renato Godinho[3]

## Banda sonora
Todas as músicas, exceto "All the Magic" que foi cantada pela australiana Natalie Imbruglia, foram compostas, produzidas e arranjadas por Maurizio D'Aniello e Elisa Rosselli, e interpretadas por Elisa Rosselli.
Faixas
1. Unica (Maurizio D'Aniello, Elisa Rosselli)
2. Segui il tuo cuore (Maurizio D'Aniello, Elisa Rosselli)
3. Tu puoi credere in te (Maurizio D'Aniello, Elisa Rosselli)
4. A un passo da me (Maurizio D'Aniello, Elisa Rosselli)
5. Potere di Enchantix (Maurizio D'Aniello, Elisa Rosselli)
6. Segui il ritmo (Maurizio D'Aniello, Elisa Rosselli)
7. All the Magic (Natalie Imbruglia)